# Kleingebiet Mezőkövesd
Das Kleingebiet Mezőkövesd (ungarisch Mezőkövesdi kistérség) war bis Ende 2012 eine ungarische Verwaltungseinheit (LAU 1) innerhalb des Komitats Borsod-Abaúj-Zemplén in Nordungarn. Im Zuge der Verwaltungsreform von 2013 gingen alle 21 Ortschaften, erweitert um zwei Ortschaften aus dem Kleingebiet Mezőcsát in den nachfolgenden Kreis Mezőkövesd (ungarisch Mezőkövesdi járás) über.
Ende 2012 zählte das Kleingebiet auf 679,63 km² Fläche 41.749 Einwohner. Der Verwaltungssitz befand sich in Mezőkövesd.

## Städte
- Mezőkeresztes (3.868 Ew.)
- Mezőkövesd (10.644 Ew.)

## Gemeinden
| Bogács         | Borsodgeszt   | Borsodivánka | Bükkábrány | Bükkzsérc   |
| Cserépfalu     | Cserépváralja | Csincse      | Egerlövő   | Kács        |
| Mezőnagymihály | Mezőnyárád    | Négyes       | Sály       | Szentistván |
| Szomolya       | Tard          | Tibolddaróc  | Vatta      |             |